# Peter Alexander
Peter Alexander Ferdinand Maximilian Neumayer (Viena, 30 de junho de 1926 — Viena, 12 de fevereiro de 2011) foi um ator e cantor austríaco que se tornou popular na década de 1950, e trabalhou em vários filmes musicais. Em 1991 gravou um disco chamado Verliebte Jahre, produzido por Dieter Bohlen. Este disco contém uma versão da canção  "Sorry Little Sarah", do Blue System.